# 鶴翔麒
鶴 翔麒（つる しょうき、2006年5月29日 - ）は、日本の男性俳優、声優。テアトルアカデミープロダクション所属。

## 人物
趣味・特技はポップダンス。
仮面ライダーに憧れ俳優を目指す。

## 出演作品

### テレビドラマ
- ガチ★星 （2016年テレビ西日本）久松(幼少期)役
- 郷土の偉人シリーズ 第25作 合志義塾 〜カタルパの樹がつなぐ明日〜（2017年、平田一十〈幼少期〉）[3]

### 映画
- ガチ★星（2018年、久松〈幼少期〉役）
- 劇場版 仮面ライダービルド Be The One（2018年、舞原新汰役）[4][5][6]
- God book（男児役）
- ナミヤ雑貨店の奇蹟(2017年)

### テレビアニメ
- 甘々と稲妻（2016年、ミキオ）[7]
- 刻刻（2018年、佐河順次〈少年〉）[8]

### 吹き替え

#### 映画
- ザ・プレデター（2018年、ローリー・マッケナ〈ジェイコブ・トレンブレイ〉[9]
- ヒーローキッズ（2020年、ヌードルズ）※Netflix版[10]
- シャン・チー/テン・リングスの伝説（2021年、十代シャン・チー[11]
- 13:ザ・ミュージカル　(2022年、Netflix)主人公エヴァン[12]

#### ドラマ
- グッドガールズ: 崖っぷちの女たち（2019年シーズン2、2020年シーズン3、2021年シーズン4 ケニー役)[13]

- アップショー・ファミリー (2021年シーズン1 ケルヴィン役)
- シカゴ・メッド (2022年シーズン5 ザック・ブランド役)
- アンバー・ブラウン (2022年 アルトゥーロ役)[14]
- エラのニューライフ (2022年 コリン役)
- 山賊のむすめローニャ (2024年 ビルク) WOWOW [15][16]
- 続 山賊のむすめローニャ (2025年 ビルク) WOWOW[17][18]

### オーディオブック
- ベジベジベジベジ・ベジタブル!（2020年、ナッス）

### ドラマCD
- ばらかもん（雷音）

### CM
- 日産自動車 リーフ「母と息子」篇
- ハウステンボス
  - ハロウィーン篇
  - ファミリー篇
- 大英産業「ホームパーティー」篇
- エバーライフ「ごまの源泉力」インフォマーシャル
- トヨタカローラ愛媛 CM歌唱
- イオンショッピングモール CM歌唱
- フランソア ナレーション

### WEB
- パイロット万年筆「SFカクノ」（新一）

### バラエティー
- アンパンマン子供ミュージアム（レポーター）
- 歴史秘話ヒストリア

### 舞台
- がらんどう「あり〼」（2016年）ジュンジ 役[19]
- 細雪（2017年）輝男 役

### イベント
- メモリプレイ〜幼少期役パフォーマー
- ゴスペルフェス2016 トヨピーダンスキッズダンサー
- 福岡トヨペット「トヨピーダンス」キッズダンサー
- JAPANMODELSファッションショー
- L4-fashion models ファッションショー
- 九州キッズコレクション 2017、2018、2019
- TokyoCreativeKidsFestival 2016 選抜枠出演
- BEST KIDS オーディション　2015 ファイナリスト
- FASHION WEEK FUKUOKA ファッションショー